# Meridià 33 a l'oest
El meridià 33 a l'oest de Greenwich és una línia de longitud que s'estén des del pol Nord travessant l'oceà Àrtic, Groenlàndia, l'oceà Atlàntic, l'oceà Antàrtic, i l'Antàrtida fins al pol Sud.
El meridià 33 a l'oest forma un cercle màxim amb el meridià 147 a l'est. Com tots els altres meridians, la seva longitud correspon a una semicircumferència terrestre, uns 20.003,932 km. Al nivell de l'Equador, és a una distància del meridià de Greenwich de 3.674 km.

## De Pol a Pol
Començant en el pol Nord i dirigint-se cap al pol Sud, aquest meridià travessa:
| Coordenades                             | País, territori o mar | Notes                                                                                              |
| --------------------------------------- | --------------------- | -------------------------------------------------------------------------------------------------- |
| 90° 0′ N, 33° 0′ O / 90.000°N,33.000°O  | Oceà Àrtic            | |
| 83° 37′ N, 33° 0′ O / 83.617°N,33.000°O | Groenlàndia           | |
| 67° 41′ N, 33° 0′ O / 67.683°N,33.000°O | Oceà Atlàntic         | |
| 60° 0′ S, 33° 0′ O / 60.000°S,33.000°O  | Oceà Antàrtic         | |
| 77° 8′ S, 33° 0′ O / 77.133°S,33.000°O  | Antàrtida             | Antàrtida Argentina, reclamat per Argentina · Territori Antàrtic Britànic, reclamat per Regne Unit |